# Bearsden

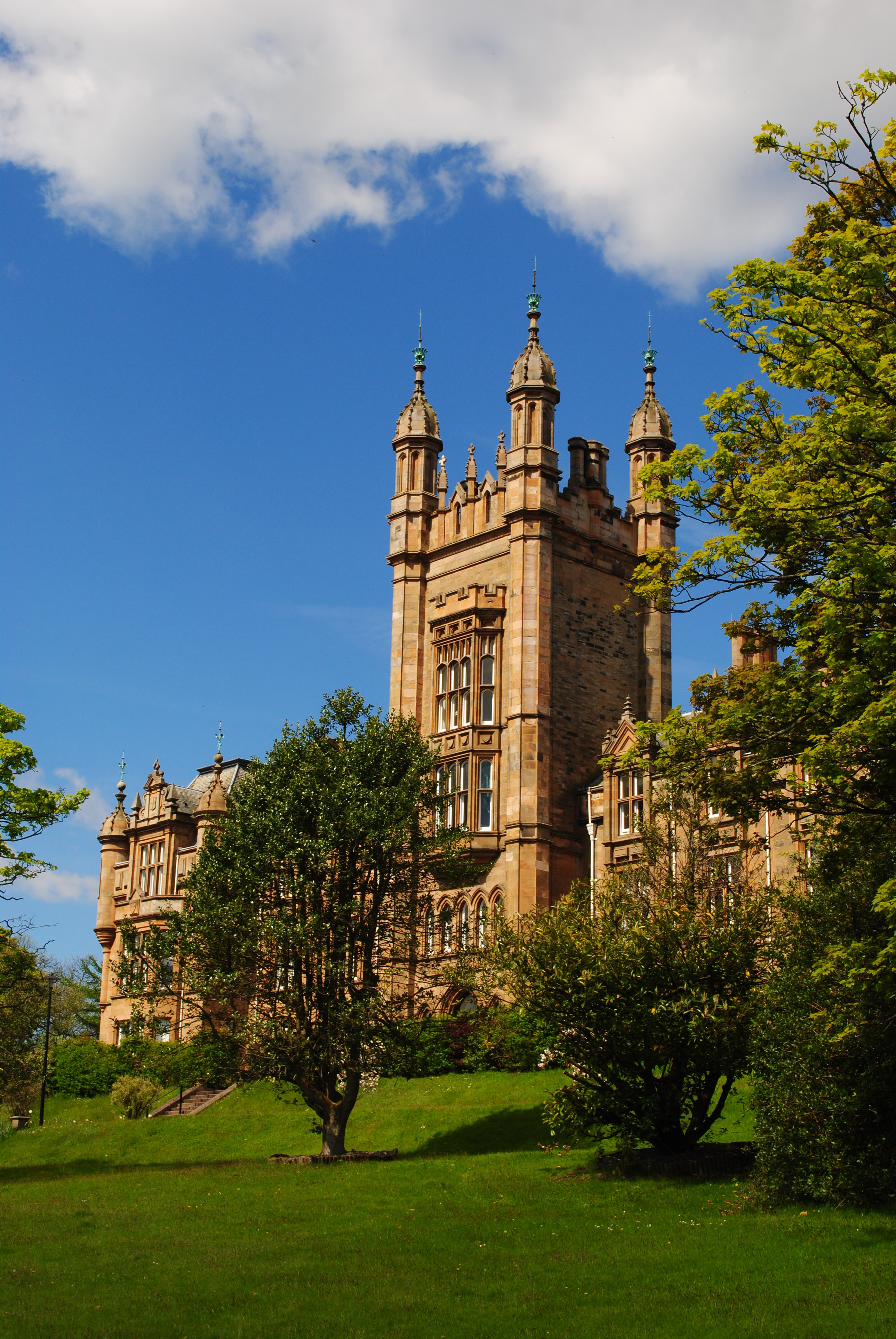
Bearsden: la Schaw Home

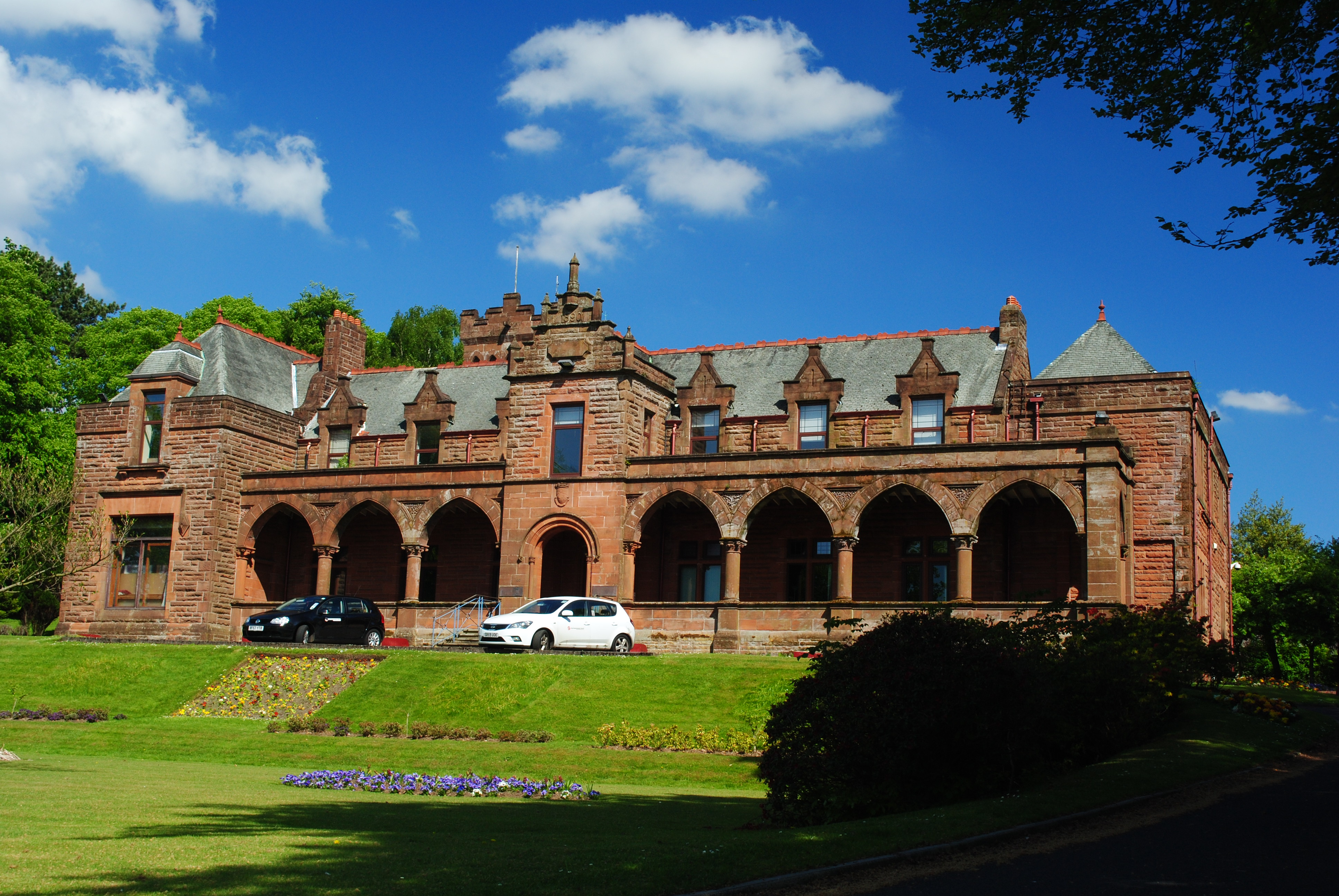
Bearsden: la Boclair House, ora trasformata in hotel di lusso

Bearsden (in gaelico scozzese: Cille Phàdraig Ùr; in Scots: Easter Kirkpatrick o Eister Kilpatrick) è una cittadina (e un tempo burgh) di circa 27.000-28.000 abitanti della Scozia centro-occidentale, facente parte dell'area amministrativa dell'East Dunbartonshire.

## Geografia fisica
Bearsden si trova a circa 10 km a nord-ovest di Glasgow.

## Storia
I primi insediamenti umani in loco risalgono all'epoca romana.
Nel XVII secolo, Bearsden era ancora poco più che un villaggio.
La località crebbe d'importanza nel corso del XIX secolo, quando vi si trasferirono vari uomini d'affari di Glasgow.
Nel 1863, fu costruita la stazione lungo la linea ferroviaria che collegava Glasgow a Milngavie.

## Monumenti e luoghi d'interesse

### Vallo Antonino
Tra i luoghi d'interesse, figurano resti di fortificazioni romane come il Vallo Antonino.

## Società

### Evoluzione demografica
Nel 2014, la popolazione stimata di Bearsden era pari a circa 27.800 abitanti.
La località ha conosciuto un incremento demografico rispetto al 2011, quando la popolazione censita era pari 27.237 abitanti e al 2001, quando la popolazione censita era pari a 27.670 abitanti.

## Economia
Bearsden è la settima città del Regno Unito per reddito pro-capite. Si stima che 176 abitanti della città siano da considerarsi milionari.